# Oxyrrhynchium protractum
Oxyrrhynchium protractum är en bladmossart som beskrevs av Brotherus 1909. Oxyrrhynchium protractum ingår i släktet Oxyrrhynchium och familjen Brachytheciaceae. Inga underarter finns listade i Catalogue of Life.